# Peter Schjørring Thyssen
Peter Schjørring Thyssen (10. september 1896 i Ølgod – 22. april 1945 på Frederiksberg) var en dansk landsretssagfører og modstandsmand, som sammen med sin hustru blev myrdet som ofre for clearingmord.

## Karriere som jurist
Han var søn af sognepræst, senere provst Emil Christian Thyssen og Valborg Schjørring, blev 1916 student fra Ribe Katedralskole og påbegyndte jurastudiet. I studietiden var Thyssen 1920-22 fungerende sekretær ved Sø- og Handelsretten og blev 1923 cand. jur. Samme år blev han sagførerfuldmægtig i København og 1926 landsretssagfører.
Han var desuden sekondløjtnant i Den Kongelige Livgarde; 1931-41 næstformand i bestyrelsen for Københavns Garderforening; 1933-37 medlem af bestyrelsen for 1. sagførerkreds; 1934 medlem af Davids Sogns menighedsråd, 1933 tillige af bestyrelsen for Menighedsrådsforeningen for København og Frederiksberg; fra 1938 nogle år medlem af Lindevangsskolens forældreråd og af bestyrelsen for de frederiksbergske skolekredse og fra oktober 1941 medlem af bestyrelsen for og sekretær ved Sankt Lukas Stiftelsen.
Han ægtede den 8. september 1923 i Frederiks Kirke i København Gudrun Braunstein (6. juni 1897 i København – 22. april 1945 på Frederiksberg), datter af grosserer Peter Christian Braunstein og Emilie Victoria Christensen.

## Drabet
Peter Schjørring Thyssen var kendt som antinazistisk og var kortvarigt fængslet i efteråret 1944, fordi han havde stillet sit hjem til rådighed for illegale møder. Den senere modstandsmand John Christmas Møller havde været sagførerfuldmægtig hos Schjørring Knudsen.
Peter og Gudrun Schjørring Thyssen blev myrdet i deres hjem på Helenevej 1B under den såkaldte "bombenat" i København, hvor Lorenzen-gruppen i anledning af Adolf Hitlers fødselsdag myrdede 12 mennesker i hovedstaden og forøvede hærværk mod adskillige butikker. HIPO-mændene havde tyske "køresedler" på hver eneste af nattens ugerninger, som udpegede egnede personer som mål for clearingmord. Da Lorenzen-gruppen nåede til hr. og fru Schjørring Thyssen ved firetiden om morgenen, var det oprindeligt meningen, at landsretssagføreren og hans hustru skulle anholdes efter ordre fra gruppelederen Jørgen Lorenzen, som på dette tidspunkt havde forladt aktionen. Peter Schjørring Thyssen havde søgt tilflugt på altanen, hvorfra han med et jagtgevær fyrede mod morderne. Derved skød han næsen af en af dem, en mand ved navn Holger Hansen, som derefter dræbte landsretssagføreren. Et andet bandemedlem, Erik Rasmussen, hævdede, at han dræbte fruen, fordi hun lå og var såret.
Parret havde tre sønner, hvoraf den 19-årige søn, Erik Schjørring Thyssen, boede hjemme. Han blev bortført af Lorenzen-gruppen, og politiet fandt den unge mands pyjamas i sengen, og hans tøj var borte. Det blev også på anden måde konstateret, at han havde været i lejligheden om natten. Senere blev han frigivet.
Parret blev begravet på Hellerup Kirkegård fra Sankt Markus Kirke.
Morderne Holger Hansen og Erik Rasmussen blev dødsdømt i retsopgøret ved alle tre retsinstanser, men fik senere deres straf ændret til livsvarigt fængsel af justitsminister Niels Busch-Jensen. Holger Hansen blev løsladt 1949. Erik Rasmussen sad længst fængslet og blev løsladt 1959.